# Doss Alto di Nago
Doss Alto di Nago (někdy psáno jen jako Dos Alto di Nago, případně jen Doss Alto) je hora (703 m n. m.) u obce Nago-Torbole v italské Autonomí provincii Trento.
Hora se nachází na severním konci hřebene pohoří Monte Baldo v Itálii. Díky své poloze na samém konci pohoří byla (navzdory relativně malé nadmořské výšce) za I. světové války strategicky významná, protože z ní bylo možno kontrolovat přilehlý Svatojánský průsmyk, spojující město Rovereto v údolí řeky Adige s Rivou del Garda na severním břehu Gardského jezera. 21. září 1918 byly její svahy dějištěm bitvy, v níž bojovali českoslovenští legionáři proti rakousko-uherským vojskům. V okolí vrcholu (včetně nedaleké lokality Sasso Sega) se dodnes (červen 2014) nacházejí výrazné pozůstatky zákopů a tunelů vyhloubených zprvu italskými vojáky a později československými legionáři.